# Apertura a la experiencia
La apertura a la experiencia es uno de los factores utilizados para describir la personalidad humana en el Modelo de los Cinco Factores. La Apertura implica seis facetas o dimensiones, incluyendo la imaginación activa (fantasía), la sensibilidad estética, la atención a los propios sentimientos, la preferencia por la variedad, y la curiosidad intelectual. Una gran cantidad de estudios psicométricos han demostrado que estas facetas o cualidades se encuentran significativamente interrelacionadas. Así, la Apertura puede ser vista como un rasgo de la personalidad global que consiste de un conjunto concreto de rasgos, hábitos y tendencias que se reúnen.
La Apertura tiende a ser de distribución normal, con un número pequeño de individuos que se encuentran en los extremos más altos o más bajos, siendo más las personas que se encuentran en el medio. Los personas que tienen un bajo grado de Apertura son consideradas cerradas a la experiencia. Tienden a ser convencionales y tradicionales en sus puntos de vista y comportamientos. Prefieren las rutinas familiares a las experiencias nuevas, y generalmente tienen una gama más estrecha de intereses.
La Apertura se encuentra asociada con la creatividad, la inteligencia y el conocimiento. La Apertura está relacionada al rasgo psicológico de la absorción y, como éste, tiene una relación modesta con las diferencias individuales en la susceptibilidad a la hipnosis.
La Apertura tiene relaciones más sutiles con aspectos del bienestar subjetivo más que con el Modelo de los Cinco Factores de la personalidad.
En general, la Apertura parece estar ampliamente no relacionada con síntomas de desórdenes mentales. El fundamentalismo religioso y, en menor grado, la tradicional religiosidad en general, tienden a asociarse con una baja Apertura, mientras que una religiosidad abierta y madura, así como la espiritualidad, tienden a ser asociadas con una alta Apertura a la experiencia.

## Medición
La Apertura a la experiencia es normalmente es evaluado con autoinformes, a pesar de que informes de pares y de tercera mano también son utilizados. Los autoinformes son o bien léxicos o basados en declaraciones. Cuál medida de cada tipo es utilizada, está determinado por la valoración de las propiedades psicométricas y las limitaciones de tiempo y espacio para la investigación que se lleva a cabo.
- Las mediciones léxicas utilizan adjetivos individuales que reflejan rasgos de Apertura a la experiencia, tales como creativo, intelectual, artístico, filosófico, profundo. Goldberg (1992) desarrolló una medición de 20 palabras como parte de sus Cinco Grandes marcadores de 100 palabras.[11] Saucier (1994) desarrolló una más breve medición de 8 palabras como parte de sus mini-marcadores de 40 palabras.[12] Aun así, las propiedades psicométricas de los mini-marcadores originales de Saucier han sido encontrados subóptimos en muestras realizadas fuera de Norteamérica.[9] Como resultado, fue desarrollada una medición sistemáticamente revisada para tener mejores propiedades psicométricas, los Mini-Marcadores Internacionales en habla inglesa.[9] Éste tiene una buena validez psicométrica para evaluar la Apertura y las otras dimensiones dentro de los cinco factores de la personalidad, tanto dentro como, especialmente, en poblaciones fuera de Norteamérica. La fiabilidad de la consistencia interna de esta medición de la Apertura es de .84 para angloparlantes nativos y no nativos.

- Las mediciones por medio de declaraciones tienden a comprender una mayor cantidad de palabras y, por lo tanto, ocupan más espacio, como instrumentos de investigación, que las mediciones léxicas. Por ejemplo, la escala Internacional de la Personalidad de Goldberg para la Apertura (intelecto) es de 45 palabras, comparada con la de Saucier o Thompson (2008) que es de 8 palabras en escala léxica para la Apertura.[9] Ejemplos de elementos de medición por declaraciones son Ama pensar maneras novedosas de hacer las cosas y Tiene dificultad para comprender ideas abstractas.[10] Dos ejemplos de medición por declaraciones son el NEO PI-R, basado en el Modelo de los cinco grandes, y el HEXACO-PI-R basado en el Modelo de la personalidad HEXACO. En estas pruebas, la Apertura a la experiencia es una de las seis dimensiones de la personalidad medidas; en ambos tests la Apertura tiene una cantidad de facetas. El NEO PI-R evalúa seis facetas llamadas apertura a ideas, a sentimientos, a valores, a la fantasía, a la estética y a las acciones. El HEXACO-PI-R evalúa cuatro facetas llamadas inquisición, creatividad, apreciación estética, y extravagancia.

Varios estudios han encontrado que la Apertura a la experiencia tiene dos importantes subcomponentes, uno relacionado con las disposiciones intelectuales, el otro relacionado con aspectos experienciales de la apertura, como la apreciación estética y la apertura a experiencias sensoriales. Estos subcomponentes han sido referidos como intelecto y apertura a la experimentación respectivamente, y tienen una fuerte correlación positiva (r = .55) entre sí.
Según las investigaciones de Sam Gosling, es posible de evaluar la Apertura examinando los hogares y los ambientes de trabajo de las personas. Los individuos que son altamente abiertos a nuevas experiencias, tienden a tener decoraciones distintivas y poco convencionales. Son también más propensos a tener libros de una amplia variedad de tópicos, una colección de música diversa, y a exhibir obras de arte.

## Aspectos psicológicos
La Apertura a la experiencia tiene componentes tanto motivacionales como estructurales. Las personas con una alto Apertura se motivan a buscar experiencias nuevas constantemente y se comprometen en la propia comprensión de sí mismos. Estructuralmente, tienen un estilo fluido de consciencia que les permite establecer asociaciones nuevas entre ideas que se conectan sólo remotamente. Las personas cerradas, contrariamente, se encuentran más cómodas dentro de experiencias familiares y tradicionales.

### Creatividad
La Apertura a la experiencia se relaciona con la creatividad, como así lo prueban los tests de pensamiento divergente. La Apertura ha sido relacionada tanto con la creatividad artística como con la científica, ya que científicos y artistas profesionales mostraron una mayor tendencia a la Apertura comparados al resto de la población en general.

### Inteligencia y conocimiento
La Apertura a la experiencia se vincula con la inteligencia, habiendo coeficientes de correlación que varían de r = .30 a r = .45. La Apertura a la experiencia se encuentra moderadamente asociada con la inteligencia cristalizada, pero solo débilmente con la inteligencia fluida. Un estudio que examina las facetas de la Apertura llegó a la conclusión de que las facetas de Ideas y Acciones poseen correlaciones positivas moderadas para con la inteligencia fluida (r =.20 y r =.07 respectivamente).
Estas capacidades mentales pueden ser encontrarse más aún cuándo las personas tienen una predisposición a la curiosidad y son abiertos a aprender. Varios estudios han encontrado asociaciones positivas entre la Apertura a la experiencia y el conocimiento general. Personas con una alta Apertura pueden sentirse más motivadas a involucrarse en búsquedas intelectuales que aumenten su conocimiento. La Apertura a la experiencia, y particularmente la faceta de las Ideas, está relacionada con la necesidad de conocer, con una tendencia motivacional a pensar ideas, analizar información, y disfrutar resolviendo problemas, así como al compromiso intelectual típico (una idea similar a la de la necesidad de conocer).

### Absorción e hipnotizabilidad
La Apertura a la experiencia está fuertemente relacionada al concepto de la absorción en psicología, definido como "una disposición a gozar de episodios de 'completa' atención que comprometen plenamente los propios recursos representativos (por ej. perceptuales, enactivos, imaginativos e ideacionales) recursos.” La idea de absorción fue desarrollada para relacionar las diferencias individuales en la sensibilidad a la hipnosis con aspectos más globales de personalidad. Esta idea influyó el desarrollo del concepto de Apertura a la experiencia de Costa y McCrae en su original modelo NEO debido a la independencia de la absorción respecto de la extraversión y el neuroticismo. La apertura de una persona a encontrarse absorbida en las experiencias parece requerir una apertura más general a experiencias nuevas e inusuales. La Apertura a la experiencia, como la absorción, tiene correlaciones positivas moderadas con las diferencias individuales en la sensibilidad a la hipnosis. Análisis factoriales han mostrado que la fantasía, la estética, y facetas de sentimientos de Apertura están estrechamente relacionados con la absorción y pronostican hipnotizabilidad, mientras que las restantes tres facetas de Ideas, Acciones y Valores están poco relacionados con esta idea. Este descubrimiento sugiere que la Apertura a la experiencia puede tener dos subdimensiones distintas aunque relacionadas: una vinculada a aspectos de la atención y la consciencia determinadas por las facetas de fantasía, estética, y sentimientos; y la otra, relacionada con la curiosidad intelectual y el liberalismo político/social como lo dictan las otras tres facetas. Aun así, todas ellas poseen el tema común de la ‘apertura' en algún sentido. Esta vista bidimensional de la Apertura a la experiencia es particularmente pertinente para analizar su vínculo con la hipnotizabilidad. Sin embargo, cuando consideramos criterios externos a éste, es posible que una estructura dimensional diferente pueda ser aparente, p. ej. la curiosidad intelectual puede no estar relacionada al liberalismo político/social en ciertos contextos.

### Relación con otros rasgos de la personalidad
A pesar de que los factores en Modelo de los cinco grandes se asumen independientes, la Apertura la experiencia y la Extraversión, como se comprueba en el NEO-PI-R, tienen una correlación positiva sustancial. La Apertura a la experiencia también tiene una correlación positiva moderada con la Búsqueda de sensaciones, y particularmente, su faceta de Búsqueda de la experiencia. A pesar de esto,  ha sido argumentado que la Apertura a la experiencia es todavía una dimensión de personalidad independiente de estos otros rasgos porque la mayoría de las variaciones no pueden ser explicadas porque se solapan con estas otras ideas. Un estudio que compara el Inventario de Carácter y Temperamento con el Modelo de los Cinco Factores descubrió quela Apertura a la experiencia posee una correlación positiva sustancial con la Autotrascendencia (un rasgo "espiritual") y, en un menor grado, con la Búsqueda de la novedad (conceptualmente similar a la Búsqueda de sensaciones). También tiene una correlación negativa moderada con la Evitación del daño.
El Indicador Myers-Briggs (MBTI) mide la preferencia hacia la "intuición," la cual está relacionada con la Apertura a la experiencia. Robert McCrae señaló que la sensación MBTI versus la escala de la intuición "contrasta una preferencia por lo fáctico, sencillo y convencional con una preferencia hacia lo posible, complejo y original," y es por tanto similar a la medición de la Apertura.

### Actitudes sociales y políticas
Hay implicaciones sociales y políticas de este rasgo de la personalidad. Las personas que son altamente abiertas a experimentar tienden a ser políticamente liberales y tolerantes de la diversidad. Como consecuencia, son generalmente más abiertos a estilos de vida y culturas diferentes. Poseen un menor grado de etnocentrismo, autoritarismo de derechas, orientación a la dominación social y prejuicios. La Apertura tiene una mayor relación negativa con el autoritarismo de derechas que los otros rasgos del Modelo de los Cinco Factores (la Consciencia tiene una asociación positiva modesta, mientras que los otros rasgos poseen asociaciones insignificantes). La Apertura tiene una menor asociación negativa con la orientación a la dominación social que la Amabilidad (mientras que el resto de los rasgos poseen asociaciones insignificantes). La Apertura tiene una más fuerte relación negativa con el prejuicio que los otros rasgos (la Amabilidad tiene una asociación negativa más modesta). Aun así, el autoritarismo de derechas y la orientación a la dominación social se asocian más fuertemente, en sentido positivo, al prejuicio que la Apertura o que cualquier otro de los rasgos del Modelo de los Cinco Grandes.
Con respecto al conservadurismo, los estudios han mostrado que el conservadurismo cultural está relacionado con una bajo grado de Apertura y de todas sus facetas, pero el conservadurismo económico no se encuentra vinculado a la Apertura, y está sólo débilmente relacionado de manera negativa a las facetas de Estética y Valores. El medidor más fuerte de conservadurismo económico es una baja Amabilidad (r = -.23). El conservadurismo económico está basado más en la ideología, mientras que el conservadurismo cultural parece ser más psicológico que ideológico y puede reflejar una preferencia por la sencillez, la estabilidad y las costumbres familiares.

### Bienestar subjetivo y salud mental
La Apertura a la experiencia ha sido asociada moderadamente, y sin embargo de maneras significativas, con la felicidad, el afecto positivo, y la calidad de vida; y por lo contrario no se la relaciona con la satisfacción en la vida, los afectos negativos, y los afectos en las personas en general. Estas relaciones con aspectos del bienestar subjetivo tienden a ser más débiles comparados a aquellos otros rasgos del Modelo de los Cinco Factores: Extraversión, Neuroticismo, Consciencia y Amabilidad. Se encontró que la Apertura a la experiencia está asociada con la satisfacción en la vida en adultos mayores.
La Apertura generalmente no parece estar relacionada con la presencia de desórdenes mentales. Un metaanálisis de las relaciones entre los rasgos del Modelo de los Cinco Factores y los síntomas de desórdenes psicológicos, estableció que ninguno de los grupos de diagnóstico examinados difirieron de controles sanos en la Apertura a la experiencia.

### Trastornos de la personalidad
Al menos tres aspectos de l Apertura a la experiencia son pertinentes para comprender los trastornos de la personalidad: las distorsiones cognitivas, la carencia de reflexión y la impulsividad. Los problemas relacionados con una Apertura que pueden causar conflictos en el funcionamiento social o profesional son una excesiva tendencia a la fantasía, pensamientos extraños, identidad difusa, objetivos inestables e inconformidad con las demandas de la sociedad.

Una alta Apertura es característica del trastorno esquizotípico de la personalidad (pensamiento extraño y fragmentado), trastorno narcisista de la personalidad (excesiva autovaloración) y trastorno paranoide de la personalidad (sensibilidad a la hostilidad externa). La carencia de reflexividad (muestra una baja Apertura) es característica de todos los trastornos de la personalidad y podría explicar la persistencia de patrones de conducta inadaptados.
Los problemas asociados con la baja Apertura son las dificultades en adaptarse a los cambios, una baja tolerancia hacia puntos de vista o estilos de vida diferentes, chatura emocional, alexitimia y una estrecha gama de intereses. La rigidez es el aspecto más obvio de la baja Apertura en los trastornos de la personalidad y que demuestra la carencia de conocimiento sobre las propias experiencias emocionales. Es más característico del trastorno obsesivo-compulsivo, conocido como el opuesto a la impulsividad (aquí, un aspecto de Apertura que muestra una tendencia a comportarse de manera inusual o autista) que es característica del trastorno esquizotípico y del trastorno límite de la personalidad.

### Religiosidad y espiritualidad
La Apertura a la experiencia tiene relaciones mixtas con tipos diferentes de religiosidad y espiritualidad. La religiosidad general tiene una asociación débil con la baja Apertura. El fundamentalismo religioso tiene un poco más de relación sustancial con la baja Apertura. La religiosidad abierto y madura y la espiritualidad, por otro lado, tienden a ser asociadas con una Apertura alta; se descubrió que las experiencias místicas ocasionadas por el uso de psilocibina son proclives a aumentar la Apertura significativamente (ver 'Uso de Fármacos' abajo).

### Género
Un estudio que examinó las diferencias de género en los rasgos del Modelo de los Cinco Factores de la personalidad en 55 naciones, comprobó que entre los distintos países hay diferencias insignificantes en promedio, entre hombres y mujeres en la Apertura a la experiencia. En contraste, a lo largo de los distintos países las mujeres tuvieron niveles significativamente más altos que los hombres promedio en neuroticismo, extraversión, amabilidad y consciencia. En 8 culturas, los hombres demostraron tener grados significativamente más altos que las mujeres en Apertura, pero en 4 culturas las mujeres puntuaron significativamente más alto que los hombres. Investigaciones anteriores han encontrado que las mujeres tienden a tener una mayor puntuación en la faceta de Sentimientos de la Apertura, mientras que los hombres tienden a puntuar más en la faceta de Ideas, mientras que en el estudio de las 55 naciones no se evaluaron facetas individuales.

### Memoria de los sueños
Un estudio sobre las diferencias individuales en la frecuencia de recordar lo soñado, estableció que la Apertura a la experiencia era el único de los cinco grandes rasgos de la personalidad relacionado con la memoria de los sueños. La frecuencia en la que se recuerdan los sueños también ha sido relacionada con rasgos similares de la personalidad, como la Absorción y la Disociación. La relación entre el recuerdo de los sueños y estos rasgos ha sido considerada una evidencia de la teoría de continuidad de la consciencia. Específicamente, las personas que tienen experiencias vívidas e inusuales durante el día, como quienes tienen un alto grado de estos rasgos, tienden a tener un contenido más memororable en sus sueños y de ahí una mayor capacidad para recordar los sueños.

### Sexualidad
La Apertura está relacionada con muchos aspectos de la sexualidad. Hombres y mujeres con un alto nivel de Apertura están mejor informados sobre sexo, tienen una experiencia más amplia, una mayor motivación, y actitudes sexuales más liberales. En parejas casadas, el nivel de Apertura de las mujeres (y no así el d los hombres) está relacionado con la satisfacción sexual de la pareja. Esto podría ser porque las mujeres "abiertas" están más predispuestas de explorar una variedad de experiencias sexuales nuevas, conduciendo así a una satisfacción más grande para ambos cónyuges.

## Genes y fisiología
La Apertura a la experiencia, como los otros rasgos del Modelo de los Cinco Factores, se cree que posee un componente genético. Gemelos idénticos (quienes tienen el mismo ADN) muestran puntuaciones similares en APertura a la experiencia, incluso cuándo han sido adoptados en familias diferentes y criados en entornos muy distintos
Un estudio genético de 86 tópicos encontró una relación entre la Apertura a la experiencia y el polimorfismo 5-HTTLPR, asociado con el gen transportador de serotonina.
Niveles más altos de Apertura han sido enlazados a la actividad en el sistema dopaminérgico ascendente y la corteza dorsolateral prefrontal. La Apertura es el único rasgo de la personalidad que se interrelaciona en pruebas neuropsicológicas con la función de la corteza dorsolateral prefrontal, apoyando las asociaciones teóricas entre la Apertura, el funcionamiento cognitivo, y el cociente intelectual.

## Geografía
Un estudio italiano descubrió que las personas viven en las islas Tirrenas tienden a ser menos abiertas a experimentar que aquellos que viven en las cercanías de la superficie continental, y que las personas cuyos antepasados habían habitado las islas desde hacían veinte generaciones tendían a ser menos abiertas a experimentar que quienes habían llegado más recientemente. Además, las personas que emigraron de las islas al continente tienden a ser más abiertas a experimentar que las personas que se quedaron en las islas, y que quienes migraron a las islas.
Las personas que viven en el Este y el Oeste de los Estados Unidos tienden a puntuar más alto en Apertura a la experiencia que aquellos que viven en el mediano Oeste y en el Sur. Las puntuaciones en promedio más altas en Apertura fueron de los estados de Nueva York, Oregón, Massachusetts, Washington, y California. Las puntuaciones en promedio más bajas provienen de Dakota del Norte, Wyoming, Alaska, Alabama, y Wisconsin.

## Uso de fármacos
Psicólogos en los primeros años de la década de 1970 utilizaron el concepto de apertura a la experiencia para describir a las personas que son más propensas a utilizar marihuana. La apertura fue definida en estos estudios como una alta creatividad, un fuerte espíritu de aventura, una sensación interna de búsqueda de la novedad, y un bajo nivel de autoritarismo. Muchos estudios correlativos confirmaron que los jóvenes que puntúan alto en este conjunto de rasgos es más probable que utilicen marihuana. Investigaciones más recientes han comprobado este hallazgo utilizando mediciones modernas de apertura.
Estudios interculturales han encontrado que las culturas con un alto grado de apertura a valores tienen índices más altos de consumo de éxtasis, a pesar de que un estudio a nivel individual en los Países Bajos no ha encontrado ninguna diferencia en los niveles de Apertura entre consumidores y no consumidores. Los consumidores de éxtasis de hecho tendieron a poseer mayor Extraversión y un menor grado de Consciencia que los que no consumían.
Un estudio de 2011 descubrió que la apertura (y no así otros rasgos) aumentaron con el uso de psilocibina, un efecto que persistió incluso después de 14 meses. El estudio halló que las diferencias individuales en niveles de experiencia mística al tomar psilocibina estaban relacionadas con aumentos de apertura. Los participantes que reunían los criterios para una "completa experiencia mística"[nota 1] experimentaron un aumento significativo en Transparencia, mientras que aquellos participantes que no reunían aquellos criterios no experimentaron cambios significativos en Apertura. Cinco de las seis facetas de Apertura (todas, a excepción de Acciones) mostraron este patrón de aumentar debido a una experiencia mística. Aumentos en Apertura (incluyendo sus facetas, tanto como la puntuación total) entre aquellos quienes tuvieron una completa experiencia mística se mantuvieron durante más de un año después de tomar el fármaco. Los participantes que tuvieron una completa experiencia mística subieron más de 4 T-puntos de puntuación. En comparación, la Apertura normalmente disminuye con el envejecimiento de a 1 T-puntos por década.